# Tabitha Tindell
Tabitha Michelle Tindell (Ocala, 25 agosto 1995) è una calciatrice statunitense, attaccante dell'Häcken.

## Carriera
Tindell si avvicina al calcio fin da giovanissima, scegliendo di praticarlo a livello agonistico affiancando il suo percorso scolastico alla Trinity Catholic High School di Ocala, Florida, dove nasce e cresce con i genitori. Giocando per la squadra di calcio femminile ha segnato complessivamente 160 reti fornendo 80 assist, in particolare 44 gol e 40 assist nella stagione del secondo anno, prestazione che l'ha portata a guidare la classifica di tutte le giocatrici liceali degli Stati Uniti d'America in termini di punti. Il Trinity ha vinto il Florida High School Athletic Association 2A State Championship nel 2013, il primo del programma, con Tindell che ha segnato 52 gol e 30 assist in stagione e triplette in quattro delle cinque partite dei playoff, compresa la partita di campionato.

### Calcio universitario
Per completare il suo percorso formativo Tindell si iscrive alla Florida Gulf Coast University nel 2013, continuando l'attività agonistica con la squadra di calcio femminile universitario dell'ateneo, le Florida Gulf Coast Eagles. Da freshman ha stabilito il primato per una singola stagione universitaria con 15 gol segnati, superato poi nella stagione successiva con 20, in cui è diventata anche la maggiore realizzatrice di tutti i tempi della squadra. Il gol che segnò dopo soli 8 secondi dal calcio d'inizio, contro Lipscomb il 12 ottobre 2014, è stato uno dei più veloci realizzati nella storia della National Collegiate Athletic Association (NCAA).
Ha concluso la sua carriera come capocannoniere di tutti i tempi delle Eagles con 66 gol e 162 punti, entrambi record dell'università e della ASUN Conference. Ha segnato 31 gol determinanti per la vittoria, secondo miglior risultato nella storia della NCAA, ed è diventata l'unica della squadra a conseguire All-America per due volte dopo essere stata nominata nel 2014 (seconda squadra) e nel 2016 (terza squadra).
L'ASUN Conference l'ha inoltre nominata giocatrice di calcio femminile dell'anno nel 2014, 2015 e 2016.
Laureatasi nel 2017, lasciata la squadra come giocatrice nello stesso anno viene invitata a ricoprire, affiancando Jim Blankenship, il ruolo di assistente allenatore.

### Club
Nella finestra di calciomercato della pausa estiva 2019 Tindell coglie l'occasione per tornare al calcio giocato trasferendosi in Europa, firmando un contratto con l'IFK Kalmar, con il quale disputa la seconda parte del campionato di Elitettan, secondo livello della piramide calcistica femminile svedese. Debutta con la sua nuova squadra il 6 agosto, alla 16ª giornata di campionato, rilevando Mathilda Prakt negli ultimi minuti della vittoria esterna per 4-1 sull'Asarums per guadagnarsi ben presto un posto da titolare nel reparto offensivo chiudendo il suo primo anno con 11 presenze segnando una doppietta più altre 2 reti. Rimasta al club di Kalmar per altre due stagioni, si fa apprezzare per le sue capacità realizzative, siglando un totale di 39 gol su 63 presenze, dei quali 19 in Elitettan 2021, seconda miglior marcatrice del campionato dopo Henna-Riikka Honkanen (22), risultato che contribuisce a far raggiungere alla squadra il secondo posto e la conseguente promozione in Damallsvenskan a quattro anni dalla sua prima partecipazione al massimo campionato svedese di categoria.
Tuttavia per la stagione 2022 l'approdo in Damallsvenskan decide di compierlo trasferendosi, assieme alla compagna di squadra Klara Rybrink, al Kristianstads DFF, firmando nel novembre 2021 un contratto biennale con il club della città nella provincia della Scania. Il suo futuro apporto nel reparto offensivo si rivela già alla sua prima partita con la nuova maglia, quella dove in Coppa di Svezia sigla quattro delle reti con cui il Kristianstads DFF si impone per 7-0 sull'Ifö Bromölla. A disposizione del tecnico Elísabet Gunnarsdóttir, in campionato contribuisce con i suoi 14 gol, terza nella classifica del capocannonieri dietro ad Amalie Vangsgaard (22) del Linköping e seconda marcatrice della squadra dopo la canadese Evelyne Viens (21), a portare la sua nuova squadra al quarto posto nonostante avesse subito un leggero infortunio al ginocchio di metà stagione. In questo periodo ha anche l'opportunità di debuttare in UEFA Women's Champions League, giocando entrambi gli incontri del primo turno di qualificazione dell'edizione 2022-2023 prima dell'eliminazione. L'arrivo dell'islandese Hlín Eiríksdóttir nella stagione successiva condiziona il suo contributo nei gol realizzati, per lei solo 5 con 5 assist su 24 incontri di campionato, e sebbene il cambio dell'allenatore, con la panchina affidata in collaborazione a Johanna Almgren e Daniel Angergård, la confermi titolare per la stagione 2024, durante la pausa estiva Tindell, dopo 26 reti su 62 incontri in Damallsvenskan, lascia la squadra per trasferirsi all'Häcken.
Dopo averla impiegata in campionato, Mak Lind la schiera titolare per l'andata del secondo turno di qualificazione di Champions League 2024-2025, dove Tindell sigla l'unica rete dell'incontro sulle inglesi dell'Arsenal.